# Patricia Clarkson
Patricia Davies Clarkson (Nueva Orleans, Luisiana, 29 de diciembre de 1959) es una actriz estadounidense.

## Biografía
Nació en Nueva Orleans, hija de Jacquelyn (de soltera Brechtel), una política y concejal local de Nueva Orleans, y de Arthur Clarkson, un administrador de escuela que trabajaba en el Departamento de Medicina de la Universidad Estatal de Luisiana. Patricia tiene raíces españolas y lituanas puesto que uno de sus bisabuelos era de Barcelona y una de sus bisabuelas de Lituania.
Estudió arte dramático en las universidades de Yale y Fordham antes de debutar en Los intocables (1987), el gran éxito de Brian De Palma. 
Clarkson ha participado en algún filme eminentemente comercial, como Jumanji o Friends with Benefits, pero su carrera se ha volcado en el llamado «cine de autor», de directores como Woody Allen, Martin Scorsese, Todd Haynes, Lars von Trier, Isabel Coixet...
Fue nominada a mejor actriz de reparto en los premios Oscar de 2004, por la película Pieces of April.
Patricia Clarkson nunca se ha casado y no tiene hijos. En una entrevista de 2013 dijo: «Nunca me he querido casar, nunca he querido hijos - nací sin ese gen».

## Filmografía

### Cine
| Año  | Título                              | Rol                     | Director(a)        | Ref.   |
| ---- | ----------------------------------- | ----------------------- | ------------------ | ------ |
| 1987 | Los intocables                      | Catherine Ness          | Brian De Palma     | [ 2 ]  |
| 1988 | The Dead Pool                       | Samantha Walker         | Buddy Van Horn     | [ 2 ]  |
| 1988 | Rocket Gibraltar                    | Rose Black              | Daniel Petrie      | [ 2 ]  |
| 1988 | Everybody's All-American            | Leslie Stone            | Taylor Hackford    | [ 2 ]  |
| 1990 | Tune in Tomorrow                    | Aunt Olga               | Jon Amiel          | [ 2 ]  |
| 1995 | Pharaoh's Army                      | Sarah Anders            | Robby Henson       | [ 2 ]  |
| 1995 | Jumanji                             | Carol Anne Parrish      | Joe Johnston       | [ 3 ]  |
| 1998 | Playing by Heart                    | Allison                 | Willard Carroll    | [ 3 ]  |
| 1998 | High Art                            | Greta                   | Lisa Cholodenko    | [ 2 ]  |
| 1999 | The Green Mile                      | Melinda Moores          | Frank Darabont     | [ 4 ]  |
| 1999 | Wayward Son                         | Wesley                  | Randall Harris     |        |
| 1999 | Simply Irresistible                 | Lois McNally            | Mark Tarlov        | [ 2 ]  |
| 2000 | Falling Like This                   | Caroline Lockhart       | Dani Minnick       |        |
| 2000 | Joe Gould's Secret                  | Vivian Marquie          | Stanley Tucci      | [ 2 ]  |
| 2001 | The Safety of Objects               | Annette Jennings        | Rose Troche        |        |
| 2001 | The Pledge                          | Margaret Larsen         | Sean Penn          |        |
| 2001 | Escalofrío                          | Kim                     | Larry Fessenden    | [ 2 ]  |
| 2002 | Welcome to Collinwood               | Rosalind                | Hermanos Russo     |        |
| 2002 | Far from Heaven                     | Eleanor Fine            | Todd Haynes        | [ 2 ]  |
| 2002 | Heartbreak Hospital                 | Lottie Ohrwasher        | Ruedi Gerber       | [ 2 ]  |
| 2002 | The Baroness and the Pig            | The Baroness            | Michael Mackenzie  |        |
| 2003 | Dogville                            | Vera                    | Lars von Trier     |        |
| 2003 | The Station Agent                   | Olivia Harris           | Tom McCarthy       | [ 2 ]  |
| 2003 | All the Real Girls                  | Elvira Fine             | David Gordon Green | [ 2 ]  |
| 2003 | Pieces of April                     | Joy Burns               | Peter Hedges       | [ 2 ]  |
| 2004 | Miracle                             | Patti Brooks            | Gavin O'Connor     | [ 2 ]  |
| 2005 | Buenas noches, y buena suerte       | Shirley Wershba         | George Clooney     | [ 2 ]  |
| 2005 | The Dying Gaul                      | Elaine Tishop           | Craig Lucas        | [ 2 ]  |
| 2006 | The Woods                           | Ms. Traverse            | Lucky McKee        |        |
| 2006 | All the King's Men                  | Sadie Burke             | Steven Zaillian    | [ 2 ]  |
| 2007 | No Reservations                     | Paula                   | Scott Hicks        | [ 5 ]  |
| 2007 | Lars and the Real Girl              | Dr. Dagmar Bergman      | Craig Gillespie    | [ 2 ]  |
| 2007 | Married Life                        | Pat Allen               | Ira Sachs          | [ 2 ]  |
| 2008 | Blind Date                          | Janna                   | Stanley Tucci      | [ 2 ]  |
| 2008 | Phoebe in Wonderland                | Miss Dodger             | Dabiel Barnz       | [ 2 ]  |
| 2008 | Elegy                               | Carolyn                 | Isabel Coixet      | [ 2 ]  |
| 2008 | Vicky Cristina Barcelona            | Judy Nash               | Woody Allen        | [ 2 ]  |
| 2009 | Whatever Works                      | Marietta Celestine      | Woody Allen        | [ 2 ]  |
| 2009 | 2081 (Cortometraje)                 | Narrador (voz)          | Chandler Tuttle    | [ 6 ]  |
| 2009 | For the Love of Movies (Documental) | Narrador (voz)          | Gerald Peary       | [ 7 ]  |
| 2009 | Cairo Time                          | Juliette Grant          | Ruba Nadda         | [ 2 ]  |
| 2010 | Shutter Island                      | 2nd Rachel Solando      | Martin Scorsese    |        |
| 2010 | Legendary                           | Sharon Chetley          | Mel Damski         | [ 8 ]  |
| 2010 | Main Street                         | Willa Jenkins           | John Doyle         | [ 9 ]  |
| 2010 | Easy A                              | Rosemary Penderghast    | Will Gluck         | [ 10 ] |
| 2011 | Friends with Benefits               | Lorna                   | Will Gluck         | [ 2 ]  |
| 2011 | One Day                             | Alison Mayhew           | Lone Scherfig      | [ 2 ]  |
| 2013 | The East                            | Sharon                  | Zal Batmanglij     |        |
| 2014 | The Maze Runner                     | Ava Paige               | Wes Ball           |        |
| 2014 | Last Weekend                        | Celia Green             | Tom Dolby          | [ 2 ]  |
| 2014 | Aprendiendo a conducir              | Wendy Shields           | Isabel Coixet      | [ 2 ]  |
| 2014 | October Gale                        | Helen Matthews          | Ruba Nadda         | [ 11 ] |
| 2014 | Annie (Cameo)                       | Focus group woman       | Will Gluck         | [ 12 ] |
| 2015 | Maze Runner: The Scorch Trials      | Ava Paige               | Wes Ball           | [ 13 ] |
| 2017 | The Party                           | April                   | Sally Potter       |        |
| 2017 | La librería                         | Mrs. Violet Gamart      | Isabel Coixet      | [ 14 ] |
| 2018 | Maze Runner: The Death Cure         | Ava Paige               | Wes Ball           | [ 15 ] |
| 2018 | Jonathan                            | Dr. Mina Nariman        | Bill Oliver        |        |
| 2018 | Delirium                            | Brody                   | Dennis Iliadis     |        |
| 2018 | Out of Blue                         | Detective Mike Hoolihan | Carol Morley       |        |
| 2022 | She Said                            | Rebecca Corbett         | Maria Schrader     | [ 16 ] |
| 2023 | Monica                              | Eugenia                 | Andrea Pallaoro    | [ 17 ] |

### Televisión
| Año       | Título                  | Rol                   | Notas                              | Ref.   |
| --------- | ----------------------- | --------------------- | ---------------------------------- | ------ |
| 1985      | Spenser: For Hire       | Elizabeth Haller      | Episodio: "The Choice"             | [ 18 ] |
| 1986      | The Equalizer           | Deborah Wade          | Episodio: "Breakpoint"             | [ 18 ] |
| 1990      | Tales from the Crypt    | Suzy                  | Episodio: "Mute Witness to Murder" | [ 19 ] |
| 1990      | Law & Order             | Laura Winthrop        | Episodio: "By Hooker, By Crook"    | [ 18 ] |
| 1990      | The Old Man and the Sea | Mary Pruitt           | Telefilme                          | [ 18 ] |
| 1991      | Davis Rules             | Cosmo Yeargin         | 13 episodios                       | [ 18 ] |
| 1991      | Blind Man's Bluff       | Dr. Virginia Hertz    | Telefilme                          | [ 20 ] |
| 1992      | An American Story       | Barbara Meade         | Telefilme                          | [ 20 ] |
| 1992      | Legacy of Lies          | Pat Rafael            | Telefilme                          | [ 20 ] |
| 1992      | Four Eyes and Six Guns  | Lucy Laughton         | Telefilme                          | [ 20 ] |
| 1993      | Caught in the Act       | Meg                   | Telefilme                          | [ 20 ] |
| 1993      | Alex Haley's Queen      | Lizzie Perkins        | Miniserie                          | [ 20 ] |
| 1994      | She Led Two Lives       | Desiree Parnell       | Telefilme                          | [ 20 ] |
| 1995–1996 | Murder One              | Annie Hoffman         | 23 episodios                       | [ 21 ] |
| 1996      | London Suite            | Diana Nichols         | Telefilme                          | [ 20 ] |
| 1998      | The Wedding             | Della McNeil          | Telefilme                          | [ 22 ] |
| 2000      | Wonderland              | Mrs. Tammy Banger     | 2 episodios                        | [ 18 ] |
| 2001      | Frasier                 | Claire French         | 6 episodios                        | [ 18 ] |
| 2002      | Carrie                  | Margaret White        | Telefilme                          | [ 20 ] |
| 2002–2005 | Six Feet Under          | Sarah O'Connor        | 7 episodios                        | [ 18 ] |
| 2007      | American Masters        | Narrador (voz)        | Episode: "The American Dream"      |        |
| 2009–2011 | Saturday Night Live     | Madre                 | 2 episodios                        | [ 23 ] |
| 2011      | Parks and Recreation    | Tammy Swanson I       | 2 episodios                        | [ 18 ] |
| 2012      | The Dust Bowl           | Hazel Lucas Shaw      | Documental para televisión         | [ 24 ] |
| 2012      | Five                    | Mia Knowles           | Telefilme                          | [ 25 ] |
| 2015      | Broad City              | Madre de Timothy      | Episodio: "St. Mark's"             | [ 26 ] |
| 2016      | American Dad!           | Meredith Fields (voz) | Episodio: "The Dentist's Wife"     |        |
| 2016      | Nature                  | Narrador (voz)        | Episodio: "Hummingbirds"           | [ 27 ] |
| 2017–2018 | House of Cards          | Jane Davis            | 13 episodios                       |        |
| 2018      | Sharp Objects           | Adora Crellin         | 8 episodios                        | [ 18 ] |
| 2020      | American Experience     | Voz                   | Episodio: "The Vote"               |        |
| 2022      | State of the Union      | Ellen                 | 10 Episodios                       |        |
| 2022      | Green Eggs and Ham      | Pam-I-Am (voz)        | 10 Episodios                       |        |